# Portfoliobeheer
Portfoliomanagement, portfoliobeheer of portefeuillebeheer is het beheren en op elkaar afstemmen van middelen (programma's, projecten, producten en diensten) binnen een organisatie. Het doel hiervan is het ondersteunen van de strategische doelen van de organisatie.

## Definitie
Binnen het referentiekader van ITIL (IT-projecten) wordt portfoliobeheer beschreven als ofwel een functie van de servicestrategie (ITIL V3) ofwel een van de 34 beste praktijkoplossingen binnen het servicewaardesysteem (ITIL 4). Binnen het referentiekader van BiSL is portfoliobeheer een onderdeel van het richtinggevende procescluster "opstellen informatiestrategie".
Het Amerikaanse Project Management Institute (algemene projecten) beschrijft portfoliobeheer als het gecentraliseerde of gecoördineerde management van één of meer portfolio's, wat omvat het identificeren, prioriteren, autoriseren, management en controleren van projecten, programma's en ander aanverwant werk, om organisatiedoelen ('strategies and objectives') te behalen.

## Voordelen
Gecentraliseerd beheren van projecten en programma's laat toe om schaarste (bijv. van financiële middelen of werknemers) en risico's  te beheren op het totaal van onderliggende projecten, en niet op projectniveau zelf. 